# 酒井豊
酒井 豊（さかい ゆたか、1944年 – ）は、日本の政治家。自由民主党所属。大阪府議会議員（10期）、大阪府議会議長を歴任。旭日中綬章受章者。

## 来歴
1944年 大阪市福島区福島で出生。大阪市立福島小学校、大阪市立下福島中学校、大阪府立泉尾高等学校を経て、1966年 関西学院大学法学部法律学科を卒業。同年より三洋電機勤務を経て1975年より大阪府議会議員。1990年6月 第86代大阪府議会議長。他総務常任委員、文教常任委員、企業水道常任委員、決算特別委員、健康福祉常任委員会委員、決算特別委員会委員。党職では自民党大阪府議団幹事長、自由民主党大阪府支部連合会幹事長。この他、日中友好親善議員連盟会長、私学振興議員連盟副会長。

## 選挙歴
- 1991年4月 大阪府議会議員選挙 大阪市福島区選挙区 (定数1) で当選(5選)[3]
- 1995年4月 大阪府議会議員選挙 大阪市福島区選挙区 (定数1) で当選(6選)[4]
- 1999年4月 大阪府議会議員選挙 大阪市福島区選挙区 (定数1) で当選(7選)[5]
- 2003年4月 大阪府議会議員選挙 大阪市福島区選挙区 (定数1) で当選(8選)[6]
- 2007年4月 大阪府議会議員選挙 大阪市福島区選挙区 (定数1) で当選(9選)[7]
- 2011年4月 大阪府議会議員選挙 大阪市福島区選挙区 (定数1) で当選(10選)[8]

## 栄典
- 2015年11月 平成27年秋の叙勲で旭日中綬章を受章[9]